# الواضح في تفسير القرآن
كتاب الواضح في تفسير القرآن هو كناب في تفسير القرآن منسوب لأبي محمد عبد الله بن وهب الدينوري، وقد امتاز تفسيره: بالاختصار، والدقة، وكثرة الأحكام، وإيراد أسباب النزول، والإشارة إلى الخلاف في بعض المواضع، وبذكره مقدمة مختصرة تبين معنى الآية قبلها، وأيضا بالإتيان بعبارات تتحمل الخلاف مع إشارات دقيقة للإعراب، تكون معضدة للمعنى في الآية ومقوية له، كما أنه يأتي بعبارات عربية نادرة الاستعمال عند المفسرين.
ولكن يعيبه أن مؤلفه وصف بأوصاف جارحة من بعض العلماء، وكذا من روى عنهم، كشيخ شيخه محمد بن مروان، وكذلك شيخ شيخ شيخه محمد بن السائب الكلبي.

## اسم الكتاب ومؤلفه
اسمه (الواضح في تفسير القرآن) كما هو على ظهر المخطوط، وقد ورد ذلك في كتاب النوادر من المخطوطات العربية ونقله الزركلي كذلك. ومؤلفه هو عبد الله بن محمد بن وهب بن بشر، أبو محمد الدينوري، طوف الأقاليم. توفي سنة 308ه.

### نسبة الكتاب لابن وهب الدينوري
مكتوب في ظهر المخطوط تأليف الإمام أبي محمد عبد الله بن المبارك الدينوري، أما ابن وهب لم يذكر في أسماء آبائه من يسمى بالمبارك فيمكن أن يكون غيره، مما ذكر الباحثين في نسبة الكتاب له:
- أن راوي التفسير عن ابن المبارك هو من أخص تلاميذ أبي محمد ابن وهب الدينوري وهو أبو علي الحسين النيسابوري.
- أن فؤاد سزكين الباحث التركي المتخصص صرح أن التفسير لأبي محمد ابن وهب الدينوري.
- قال عبد الله بن محمد الشنقيطي: "لم أقف في كتب التراجم على من يسمى بابن المبارك وينسب إلى دينور، مع ورود ذكر ابن وهب الدينوري ووصفه بالحفظ والتصنيف.
- أن الاختلاف الحاصل إنما هو في اسم أبيه فمنهم من قال: أنه عبد الله بن محمد، ومنهم من قال: ابن حمدان، وقال الداودي في طبقات المفسرين: أنه ابن المبارك.[5][6]

## منهج المؤلف في تفسيره
جعل المؤلف كتابه مختصرا غاية الاختصار وقد يتخير في عباراته الكلمة الجامعة.
ثانيا: قد يأتي أحيانا بأمور بعيدة عن الموضوع، كإعطائه حكم المقارب ما قاربه كتفسيره لقوله تعالى: {وَمَا كَفَرَ سُلَيْمَانُ}  بـ«وما كتب سليمان» ومثله قوله تعالى: {وَلَكِنَّ الشَّيّاطِينَ كَفَرُو}. وتميز بذكره مقدمة مختصرة تبين معنى الآية قبلها. وقد يأتي ببعض الأحيان بزيادة لا يحتملها النظم القرآني. كما يكثر من ذكر أسباب النزول، فأغلب الآيات عنده نزلت في أسباب خاصة أو تعالج تلك الأمور التي لها تعلق بأولئك الأشخاص.

## من مزايا الكتاب
امتاز تفسيره بالاختصار والدقة وكثرة الأحكام وإيراد أسباب النزول والإشارة إلى الخلاف في بعض المواضع وبذكره مقدمة مختصرة تبين معنى الآية قبلها، وأيضا بالإتيان بعبارات تتحمل الخلاف مع إشارات دقيقة للإعراب تكون معضدة للمعنى في الآية ومقوية له، كما أنه يأتي بعبارات عربية نادرة الاستعمال عند المفسرين.

## بعض المآخذ على الكتاب
إن أكثر ما يعيب هذا التفسير هو ما وصف به مؤلفه من الأوصاف الجارحة من بعض العلماء وكذا من روى عنهم كشيخ شيخه محمد بن مروان وكذلك شيخ شيخ شيخه محمد السائب الكلبي.